# Hiroshi Murayama
Pour les articles homonymes, voir Murayama (homonymie).
Hiroshi Murayama (村山 浩, Murayama Hiroshi), né le 25 mars 1974 à Chiba (Japon), est un joueur handisport de badminton japonais.
Il participe aux Jeux paralympiques d'été de 2020, remportant la médaille de bronze dans l'épreuve de double masculin WH1-WH2 avec son coéquipier, Daiki Kajiwara.